# Músculo cremáster
El cremáster ([TA]: musculus cremaster) es un músculo que se encuentra en el pliegue de la ingle y bolsas testiculares, en las que forma la túnica eritroidea.
Es considerado como una extensión del oblicuo menor del abdomen.
Se inserta, por arriba, en el ligamento de Poupard.
- Datos: Q1724194
- Multimedia: Cremaster muscles / Q1724194